# Projekt Ara

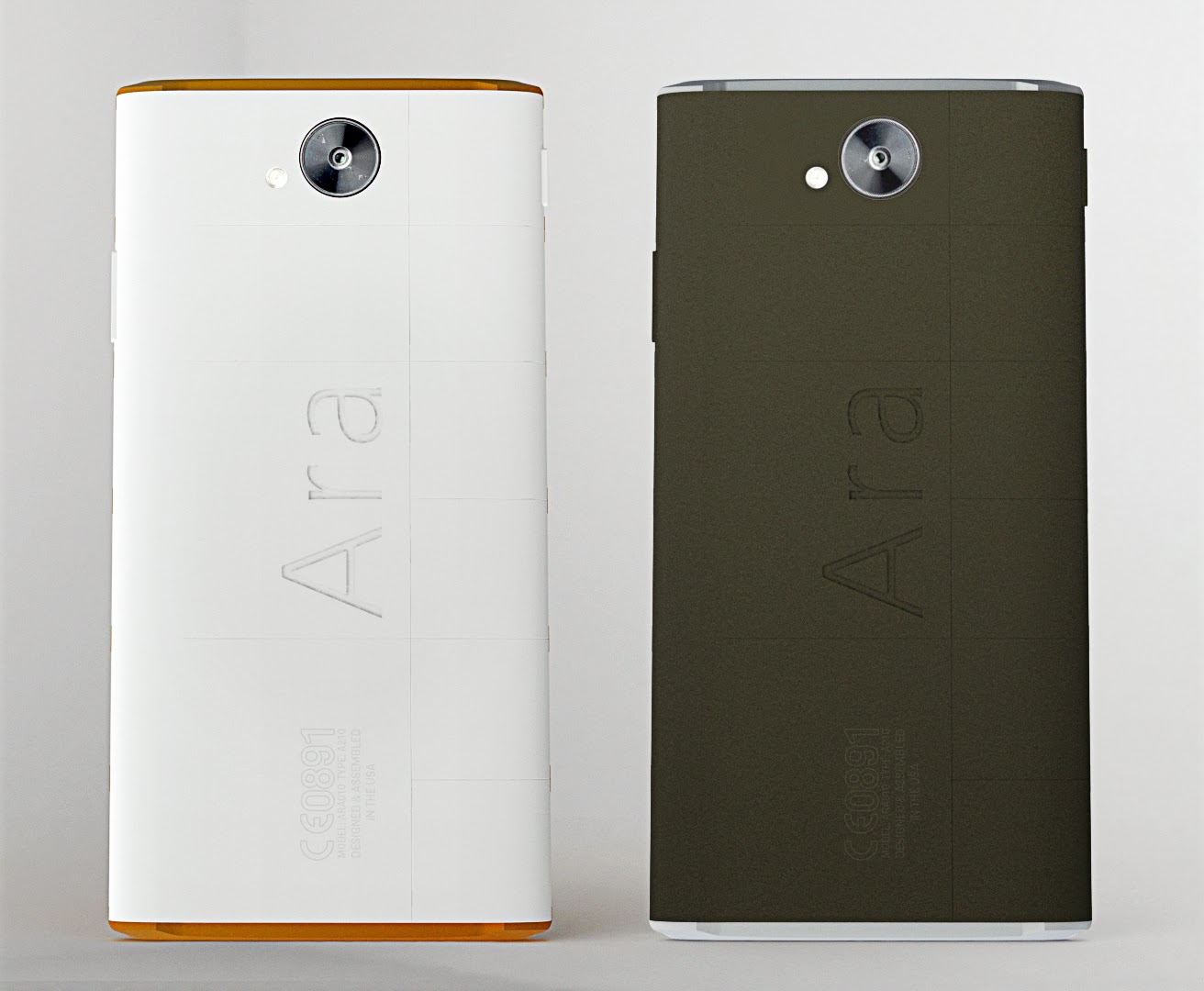
Ara

Projekt Ara (eng. Project Ara) var kodnamnet på det projekt Google bedrev som ämnade att utveckla en öppen hårdvaruplattform för modulära smarttelefoner. Användaren har en ram och väljer sedan moduler, exempelvis batteri, kamera, högtalare eller bakre display och kan efterhand byta ut dessa. Ursprungligen skulle processor och radio kunna byttas ut, men utveckling av detta har lagts ned. Tanken är att fristående utvecklare ska göra komponenterna, liknande mobilapplikationer.
Utvecklingen började inom Motorola Mobility då detta var ett dotterbolag till Google. Då Motorola såldes till Lenovo behöll Google den del av företaget, Advanced Technology and Projects, som sysslade med utvecklingen, vilka nu är en del av Android. Plattformen utvecklades och tillverkades av Google själva. Annonseringen skedde 2013 och utvecklare skulle kunna inhandla plattformen hösten 2016, vanliga konsumenter 2017. 
2016 lades projektet ned främst för att den inte kunnat bli så modulär som det planerades från början, dels för att man haft problem med hur modulerna ska fästas i ramen, och dels för att man inte lyckats övertyga konsumenter om fördelarna med en modulär telefon.